# Щепанкі (Ґрудзьондзький повіт)
Щепанкі (пол. Szczepanki) — село в Польщі, у гміні Ласін Ґрудзьондзького повіту Куявсько-Поморського воєводства.
Населення — 430 осіб (2011).
У 1975-1998 роках село належало до Торунського воєводства.

## Демографія
Демографічна структура станом на 31 березня 2011 року:
|          | Загалом | Допрацездатний вік | Працездатний вік | Постпрацездатний вік |
| -------- | ------- | ------------------ | ---------------- | -------------------- |
| Чоловіки | 219     | 53                 | 151              | 15                   |
| Жінки    | 211     | 41                 | 134              | 36                   |
| Разом    | 430     | 94                 | 285              | 51                   |